# Achillea multifida
Achillea multifida là một loài thực vật có hoa trong họ Cúc. Loài này được (DC.) Boiss. mô tả khoa học đầu tiên năm 1875.